# Vladisovo
Vladisovo je naseljeno mjesto u Republici Hrvatskoj u općini Staro Petrovo Selo u Brodsko-posavskoj županiji.

## Župna crkva
U Vladisovu se ne nalaze sakralni objekti, naselje pripada župi sv. Antuna Padovanskoga iz Starog Petrovog Sela, dio je Novokapelačkog dekanata Požeške biskupije. 

## Zemljopis
Vladisovo se nalaze na južnim padinama Požeške gore, istočno od Nove Gradiške, 4 km sjeverno od Starog Petrovog Sela, susjedna naselja su Tisovac na zapadu,   Starci na istoku i Oštri Vrh na jugu.

## Stanovništvo
Prema popisu stanovništva iz 2011. godine Vladisovo je imalo 14 stanovnika. 
| broj stanovnika |       |       |       |       | 51    | 89    | 120   | 111   | 140   | 154   | 124   | 87    | 64    | 52    | 19    | 14    | 7     |
|                 | 1857. | 1869. | 1880. | 1890. | 1900. | 1910. | 1921. | 1931. | 1948. | 1953. | 1961. | 1971. | 1981. | 1991. | 2001. | 2011. | 2021. |

## Vanjske poveznice
- O Vladisovu na službenim stranicama Općine Staro Petrovo Selo  Arhivirana inačica izvorne stranice od 29. siječnja 2010. (Wayback Machine)